# R-13 (misil)

Vista esquemática

El R-13 (en ruso: Р-13, Designación GRAU: 4К50, Designación OTAN: SS-N-4 y del DoD de los EE. UU.: 'Sark') es un cohete balístico soviético de propergol líquido monoetapa. Como parte del complejo de cohete D-2 (en ruso: Д-2) constituía el armamento principal de los submarinos soviéticos proyecto 629 (Clase Golf) y 658 (Clase Hotel). Su desarrollo comenzó en ОКБ-1 y continuo en СКБ-385. Fue el primer cohete balístico con ojiva nuclear a bordo de submarinos de la URSS. El 20 de octubre de 1960 durante la realización de las maniobras "Arco Iris" el submarino «К-102» en el polígono de Nueva Zembla lanzó un cohete Р-13 con cabeza nuclear. En total durante la explotación del complejo entre 1961 al 1973 se realizaron 311 disparos de cohetes u de ellos 225 se consideraron exitosos, es decir el 72%. Fue retirado en 1969.

## Historia del desarrollo
El 26 de enero de 1954 el Consejo de Ministros emitió un decreto en el que preveía el desarrollo del submarino especial diésel porta cohete. En mayo de 1954 la administración central de construcción naval de la Marina asigna a ЦКБ-16 la tarea táctico-técnica (TTZ) de elaborar el proyecto técnico del submarino del proyecto 629. En el TTZ inicial se preveía armar a los submarino con los cohetes Р-11ФМ. Sin embargo el alcance de estos, 150 km., se consideró insuficiente para ataques al interior del territorio del adversario con la amenaza de la defensa antisubmarina.
El 25 de agosto de 1955 se decidió comenzar los trabajos para crear un nuevo cohete con cabeza de combate nuclear y alcance de entre 400 a 600 km. Y el 11 de enero de 1956 salió la tarea cambiada técnica del submarino del proyecto 629 y el complejo de cohete D-2 con un nuevo cohete disparado desde la superficie. El anteproyecto del cohete se realizó en ОКБ-1 bajo la dirección de S. P. Corolev desde finales de 1955 hasta mitad de 1956. Luego todos los trabajos se entregaron al recientemente creado СКБ-385 en Zlatouste, bajo la dirección del jefe de diseño V. P. Makeeva
. El 21 de agosto de 1956 el gobierno tomó la decisión N.º 1240-631 referente a la elaboración del armamento para los submarinos de los proyectos 629 y 658 complejos de cohetes D-2 con el cohete balístico Р-13. En los dos tipos de submarinos se previó la instalación en vela de tres rampas de lanzamiento.
A comienzos de 1957 СКБ-385 preparó la documentación de construcción, y en diciembre de 1958 comenzaron las pruebas de los motores del cohete. Las pruebas de vuelo del cohete se realizaron en el polígono Kapustin Yar desde junio de 1959 a marzo de 1960. En total desde plataformas fijas y móviles se realizaron 19 disparos, de ellos 15 se consideraron exitosos. Desde noviembre de 1959 a agosto de 1960 se realizaron las pruebas Р-13 de barco de la Flota del Norte en el submarino Б-62 — el submarino de cabeza del proyecto 629. se realizaron 13 disparos, de ellos 11 se consideraron exitosos.
De agosto a septiembre de 1960 se realizaron las pruebas especiales de la resistencia a las explosiones del complejo de cohetes D-2 . Las pruebas se realizaron en el golfo de Kola, sobre el compartimento del natural del submarino del proyecto 629. A las pruebas se realizaron explosiones imitando las explosiones nucleares submarinas. Según los resultados de seis pruebas se realizaron una serie de recomendaciones para disminuir el riesgo de explosión a bordo. Así, se recomendó almacenar los cohetes en los silos llenos solamente con el oxidante y guardar el combustible a bordo del submarino.
Después de finalizar las pruebas de vuelo comenzaron las pruebas operativas del complejo de cohete en un submarino de Flota del Norte. El cohete se estibó durante tres meses en el portamisiles submarino, después se realizó el lanzamiento del cohete con la cabeza de combate inerte 
.
Por los resultados de todos los tipos de las pruebas el Consejo de Ministros mediante la decisión N.º 1109-461 del 13 de octubre de 1961 aceptó el complejo D-2 con el cohete balístico R-13 como armamento de la Marina. El cohete recibió el índice 4К50. El complejo recibieron al armamento del submarino del proyecto 629 y el primer submarino del proyecto 658 «К-19».
El verano de 1961 el gobierno decidió disparar cohetes con explosivos nucleares. En octubre se realizaron dos disparos, uno de control con un cohete con la cabeza de combate estándar, y el otro con la cabeza nuclear. Las pruebas se realizaron, el 20 de octubre de 1961, a bordo del submarino proyecto 629 «К-102». La cabeza del primer cohete alcanzó el polígono de tiro con una desviación significativa en distancia y dirección del blanco fijado. Esto sucedió porque el disparo se realizó en condiciones meteorológicas de tormenta y el submarino no pudo precisar sus coordenadas. El lanzamiento del cohete con la carga nuclear se realizó en las mismas severas condiciones meteorológicas. Los aparatos del polígono de tiro en Nueva Zembla fijaron el aérea de la explosión nuclear en un punto con coordenadas que divergía poco del lugar de caída del primer cohete. Esto confirmó la estabilidad de la trayectoria del cohete.

## Construcción
El cohete R-13 era un cohete balístico monoetapa con una ojiva desprendible de una pieza. Llevaba seis estabilizadores en la parte delantera y cuatro en la cola del cohete.

Esquema del sistema de control de dirección del motor cohete del R-13

El R-13 estaba equipado un motor cohete de propergoles líquidos con cinco cámara de combustión (ZHRD) С2.713 de 25,7 toneladas de empuje, elaborado en Oficina de Ingeniería Química bajo la dirección de Aleksey Mijáilovich Isáev
. El motor consistía una cámara central de marcha estacionaria, y cuatro propulsores vernier para variar la dirección y disponía de dos regímenes de trabajo. El motor empleaba propergoles hipergólicos tóxicos— el combustible ТГ-02 (una mezcla de xilidina y trietilamina) y el oxidante АК-27И (una solución de tetraóxido de dinitrógeno en ácido nítrico concentrado). Para suministrar los comburentes a las cámaras de combustión se empleaban dos conjuntos de turbobombas y dos generadores de gas. Un generador de gas producía el gas con el exceso de combustible, el segundo con el exceso de oxidante. Los gases se usaban para la presurización "caliente" de los depósitos del cohete. La presurización del depósito del combustible se realizaba mediante los gases de escape del generador de gas de la cámara central, y la del depósito del oxidante del generador de gas de las cámaras de dirección. Esto permitió prescindir del sistema autónomo especial de presurización de los depósitos de combustible, que se utilizaba antes. El motor estaba equipado con un sistema de arranque con tanques y depósitos de aire a presión. El uso de las toberas de dirección basculantes hizo innecesario los timones de grafito del Р-11ФМ. Esto permitió reducir también el impulso residual, permitiendo la desconexión escalonada del motor que a su vez permitía desprender de forma segura la cabeza de combate en todo el rango del alcance.
Los depósitos del cohete eran autoportantes (eran elementos estructurales) y están construidos con acero soldado resistente a los ácidos calientes. El depósito superior se destinaba a almacenar el oxidante, y el inferior el combustible. Los depósitos estaban divididos por un compartimento intermedio. El depósito del oxidante se dividía mediante un fondo intermedio en dos semidepósitos. Esto tenía la finalidad de mejorar el control del cohete. El consumo del oxidante se realizaba primero del semidepósito inferior, y luego de superior. Esto permitió reducir el coeficiente del momento de vuelco en más de dos veces. En el compartimento intermedio que por encontrase cerca del centro de gravedad, permitía las mejores condiciones de trabajo, se encontraban los aparatos giroscópicos del sistema de dirección. El sistema de dirección inercial se realizó en ОКБ-626 de Sverdlovsk (el jefe de diseño Nikolay Semihatov). El sistema de dirección se diseñó para estabilizar y controlar el vuelo del misil y realizaba la corrección de las alteraciones iniciales al dispararse desde el submarino y aproximación del cohete a la trayectoria prevista de vuelo. Con la ayuda que proporcionaba era posible un CEP de 4 km en los disparos a la máxima distancia.
En la parte superior del cohete se encontraba una cabeza desprendible con una masa cercana a los 1600 kg y una ojiva termonuclear de una Mt de potencia. La separación se realizaba mediante un empujador pirotécnico. La cabeza era un cuerpo cilíndrico con la parte delantera cónica. La parte trasera del bloque era también cónica, y sobre ella se montaba seis planos en los bordes para su estabilización durante su vuelo en la atmósfera. La ojiva nuclear constructivamente combina con el cuerpo de la cabeza. Fue creada en el I.R.S.-1011 (Cheliábinsk-70) bajo la dirección científica de K.I. Schelkina. A principios de los trabajos se planeaba emplear la carga РДС-4, sin embargo su potencia se consideró insuficiente para contrarrestar la dispersión de los cohetes, se decidido emplear cargas más potentes. Durante el proceso para resolver este problema se desarrollaron en el I.R.S.-1011 cargas para su instalación libre en el cuerpo del cohete, elaborado la carga a su instalación libre en el cuerpo del cohete se decidía la tarea por la separación de energía, pero no se podía sobrepasar los límites dados por las restricciones de masa y dimensiones. Se propuso que se combinaran el cuerpo y la ojiva. El trabajo se realizó por equipos de I.R.S.-1011 y СКБ-385. La carga nuclear tenía forma cónica. La producción de revestimiento y la protección térmica de la ojiva se realizaba en СКБ-385. El cuerpo preparado pasaba a los fabricantes de la ojiva, allí era equipado y ya preparada para la instalación en el cohete, se suministraba a los almacenes correspondientes.
Para las pruebas y el entrenamiento de combate se utilizaba la llamado ojiva inerte, sin ojiva nuclear, pero con una masa de explosivo convencional de 300 kg (la versión estándar que se aplicaba en vez de explosión de la carga nuclear). Las pruebas preliminar de las cabezas de combate se realizaron junto con las pruebas del cohete desde mayo hasta agosto de 1960. Y se realizaron pruebas de resistencia a explosiones de las cabezas de combate. Además, se probó la seguridad de la cabeza de combate en la inmersión del submarino con pérdida de hermetismo del silo del cohete. Una cabeza de combate se bajó a una profundidad de 300 metros (que corresponde a la profundidad máxima de inmersión). También en una torre en el lago Ládoga se realizó la prueba de la cabeza de combate en condiciones del lanzamiento de emergencia del cohete.
Para el lanzamiento de los cohetes estaba previsto un panel para cada uno de los tres cohetes, cada cabeza de combate empleaba su panel. Por medio de él se realizaba el control del estado de los escalones de preservación y las fuentes autónomas de alimentación, se establecía el tipo de explosión y la altura de la explosión con la variante aérea de la explosión.
Se dudaba de la seguridad nuclear en situaciones de emergencia. Por eso la Armada, en condiciones normales, no entregaba las cabezas nucleares a los barcos, sino que las guardaba en arsenales subterráneos. Durante la Crisis de Cuba en 1962 si se instalaron en los cohetes.

## El complejo D-2
A diferencia del complejo para los cohetes Р-11ФМ, el complejo para los cohetes Р-13 fue diseñado y creado como un único conjunto de medios técnicos que recibió la designación de D-2. Se incluyen los submarinos con sus silos de lanzamiento, el sistema de cohete con los cohetes Р-13 y los medios técnicos de explotación basados en tierra. El complejo de cohete está compuesto por el sistema de arranque del cohete, los aparatos de barco de dirección y el sistema informático, el sistema de control de temperatura de los cohetes, sistemas de las operaciones de rutina previas al lanzamiento y de mantenimiento, la documentación, el mecanismo de seguro autorización de lanzamiento, el sistema para explotar del cohete de emergencia, etc.

### El sistema de lanzamiento del cohete
El complejo D-2 estaba formado entre otros por las rampas de lanzamiento СМ-60. La instalación de arranque estaba situada dentro del silo de cohete, el mecanismo de elevación del lanzador actuaba mediante un ascensor de cadena y tracción electrohidráulica, la plataforma de lanzamiento con el mecanismo del cultivo automático y puestos de información, el sistema de amortiguación y el de afianzar el cohete al silo, el mecanismo de repuesto para arrojar el cohete por la borda.
El cohete se unía a la plataforma de lanzamiento dentro del silo mediante unas clavijas especiales. Para realizar el disparo la plataforma de lanzamiento debía ser levantada a la parte superior del silo. La elevación de la plataforma se realizaba por medio de dos cadenas guiadas que traccionaban dentro del silo. En la parte superior del silo se encontraban los topes, al acceso a que se incluían los hidrofrenos de tracción y permitiendo compresión de ellos por la plataforma y su descuento posterior. La plataforma de lanzamiento consistía de dos partes. La plataforma del ascensor consistía de dos soldados entre ellos tonkostennyh otlivok. Sobre él se montaba una plataforma giratoria, que permitía la orientación del cohete en acimut. Sobre la plataforma se instalaba los mecanismos de lanzamiento, el mecanismo retención, tomas, conexiones, mordazas y el mecanismo de emergencia para lanzar el cohete por la borda. El peso total de la parte móvil de la rampa de lanzamiento con el cohete Р-13 preparado y repostado alcanzaba las 33 toneladas. Para elevar la plataforma de lanzamiento a una altura de 12 metros se disponía de una tracción de 110 kW de potencia.
La instalación estaba equipada con un mecanismo de lanzamiento del tipo corsé con cuatro brazos gancho. En el estado de reposo formaban un cinturón a cierta altura para sujetar el cohete antes del disparo. Durante el disparo del cohete cuando se elevaba 120 mm quedaba al descubierto los retenes del mecanismo de lanzamiento situado en el cuerpo del cohete. Mediante un mecanismo de muelles se separaban automática los brazos a 60°. En la fase final del movimiento de los brazos se frenaban mediante un freno hidráulico. Después del disparo se bajaba el lanzador al silo, además mediante dos cilindros hidráulicos se realizaba la recogida automática de los brazos.
La plataforma de lanzamiento estaba equipada con un mecanismo ayuda de emergencia, que trabaja en condiciones de escora de hasta 8 ° y balanceo lateral hasta 5 °. Un marco especial situado en la plataforma de lanzamiento, empujado por dos cilindros neumáticos inclinaba el cohete a estribor y, a expensas del momento de su propio peso, caía al agua.
Del desarrollo del СМ-60 se encargó ЦКБ-34, y la fabricación — fábrica "Bolchevique". Desde 1958 a 1962 la fábrica entregó 107 rampas de lanzamiento СМ-60. Los cohetes estaban llenos solamente con el oxidante. El repostaje del combustible se realizaba en el proceso de prelanzamiento y comenzaba aproximadamente una hora antes de la puesta en marcha. El almacenamiento del combustible se realizaba en depósitos especiales, separado para cada uno de los tres cohetes. Después de situarlo en posición la puesta en marcha del primer cohete se realizaba en 4 minutos. El tiempo total de puesta en marcha de los tres cohetes eran 12 minutos.

### El complejo de la maquinaria terrestre
Para el complejo D-2 GSKB (ahora KBTM) realizó un conjunto especial de maquinaria terrestre. El complejo permitía todas las tareas del transporte de los cohetes, su preparación antes de cargar al submarino, la carga-descarga de los cohetes en las carretillas elevadoras y en buques nodriza, la colocación de los cohetes en la parte superior del silo del submarino y otros. En la composición del complejo entraba una serie de los grupos de máquinas especialmente elaborados y los medios técnicos:
- Unidades aisladas isotérmicas ПР-42 y ПР-43 para los contenedores de transporte;
- Cobertizos de alamacenamiento, carros de transporte PR-34 para el traslado dentro de la base;
- El depósito ЗАК-32А para repostar el cohete con el oxidante antes de cargarlo;
- Grupo de máquinas de elevación y acoplamiento de montaje PS-31 sobre chasis automovilístico — para el transporte seguro del cohete a la zona de amarre y su instalación en la parte superior del silo (como alternativa se utilizaban dos grúas y un sistema especial de montacargas. El cohete era volteado a la posición vertical y luego se izaba al submarino. Pero este modo no se podía usar con todas las condiciones meteorológicas);
- Los medios de ayuda a la formación para la enseñanza y el entrenamiento del personal a servicio del complejo.[14]

## Los vectores
El complejo D-2 formaba parte del armamento de los submarinos portacohete tanto diésel, proyecto 629, como nuclear, proyecto 658. Las grandes dimensiones de los silos de cohete y la poca amplitud del casco en estos submarinos solo permitió instalar una fila de tres rampas de lanzamiento en la protección vela.

### El proyecto 629 (Clase Golf)
En los submarinos proyecto 629 con el fin de bajar el centro de gravedad y mantener la estabilidad del submarino el compartimento de los cohetes tenía forma de "ocho" — la intersección de dos cilindros paralelos, soldados entre ellos de diámetros 5,8 (superior) y 4,8 metros. Esto ocasionó la aparición de una "joroba" en la parte inferior del casco, que ocupa un tercio de la longitud del barco y sobresalía de la línea básica 2,55 metros hacia abajo. Formaban parte del complejo D-2 en los submarinos proyecto 629 el sistema "Dolomita" de cálculo de posición y el sistema de dirección de disparo y trayectoria del cohete. El sistema "Sigma" de navegación con astrocorrector y navegación astronómica por el periscopio "Lira" proporcionaban las coordenadas para cualquier latitudes.

Perfil proyecto 629 (OTAN Golf I)

### El proyecto 658 (Clase Hotel)
En los submarinos nucleares del proyecto 658 se usaba como en los submarinos del proyecto 629 el complejo de armamento de cohete con tres silos, con rampas de lanzamiento, para los cohetes de disparo en superficie. El cuarto compartimento, de cohetes, para aumentar su dimensión vertical tenía forma de ocho, con un mamparo horizontal que dividía el compartimento en dos: superior e inferior. Formaba parte del equipo del sistema de cohete excepto el sistema de cohete-de arranque entraba también el autómata del acimut y la distancia "Marte-629" y el sistema del control de tiro de "Dolomit-1". El instrumental de apoyo estaba formado por el sistema de navegación "Plutón-658" que incluye el giroscopio del sistema "Маяк-658", el sistema "Saturno-658" con giroscopios horizontal y azimutal y el sistema "Lira-1" de navegación astronómica.

Perfil proyecto 658 (OTAN Hotel I)

### El proyecto 660
En 1957 en ЦКБ-18 comenzaron el anteproyecto para la creación del submarino armado con tres cohetes R-13, — el proyecto 660. El submarino debía tener una instalación motora semejante a los submarinos del proyecto 637, — un motor alimentado con peróxido de sodio, que le permitiría una navegación sumergido de 50 millas a 15 nudos de velocidad o 2800 millas a 2,5 nudos. Sin embargo las características técnicas del submarino proyecto 660 era considerablemente inferiores a las de los submarinos nucleares basados en el proyecto 658, por eso todos los trabajos cesaron en agosto de 1958.

## Variaciones

### Р-13А
Según el Centro Estatal de Cohete (ahora denominado СКБ-385), que junto con la oficina de diseños y proyectos de A.N. Tupolev, trabajaron en el rediseño del R-13 para poder dispararlo desde el aire. Excepto el índice del cohete — R-13А — en la bibliografía no existen ningún otro dato.

### Р-13М
Desde 1958 en СКБ-385 se acometieron los trabajos para conseguir un R-13 de disparo sumergido. Esta variante recibió la designación R-13M (en ruso: Р-13М). El I.R.S.-88 Р-11ФМ de disparo sumergido no se menciona el enlace del proyecto dado con la elaboración ОКБ-10. Los trabajos tuvieron lugar desde marzo de 1958 en la base de concurso. El diseño se consideró primero como alternativa al cohete Р-15 que elaboraba ОКБ-586 (jefe de diseño M.K.Yangel). Según los resultados de las pruebas de los proyectos Р-15 y Р-13М en el I.R.S.-88 y los institutos de la Marina los trabajos del Р-15 cesaron, y ОКБ-586 se encargó de la elaboración de BRPL Р-21 de disparo sumergido. No existe menciones sobre el destino del proyecto Р-13М, solamente se sabe que por decisión del Consejo de Ministros del 17 de marzo de 1959 para intensificar los trabajos del R-16 (en ruso: Р-16) de ОКБ-586 en СКБ-385 se entregaron todos los trabajos del Р-21. Por eso, lo más probable, es que cesaran todos los trabajos en el R-13M.

## Vida operativa
Desde 1959 al 1962 entraron en el régimen de la Marina soviética 22 submarinos del proyecto 629 armados con cohetes R-13. La construcción tuvo lugar en dos astilleros — N.º 402 en Severodvinsk y N.º 199 en Komsomolske-en-Amur. Se construyeron en total 15 submarinos de este proyecto en el Norte y 7 en el Extremo Oriente. Los submarinos, que entraban en servicio en la Flota del Norte, formaban parte de la 140ª brigada de submarinos con base en el bahía Cerval, en la base Gadzhievo.
El 15 de junio de 1961 en la base de la brigada se crearon dos divisiones — la división 16.ª de la 12 escuadra de submarinos con el lugar anterior de la base y la división 18.ª de la 12 escuadra con base en la bahía Yagelnaya, el bahía la Faneca, Gadzhievo. Por una serie de las fuentes, los submarinos realizaban la guardia de combate sin las cargas nucleares en los cohetes. La guardia se realizaba en Atlántico Norte y Occidental — cerca de las Islas Canarias y cerca de la costa de EE. UU. cerca de Terranova. Durante la crisis Caribeña para la base en Cuba en julio de 1962 se plano formar la 20.ª división de submarinos, en que debían entrar siete submarinos de la 18.ª división — «К-36», «К-91», «К-93», «К-110», «К-113», «К-118», «К-153» 
. Los submarinos fueron armados con ojivas nucleares. Una serie de submarinos consiguieron hacerse a la mar (por ejemplo, «К-83»), pero debido al fin de la crisis recibieron la orden de volver a la base.
Los submarinos con base en el Extremo Oriente formaban parte de la 29ª división de submarinos con base en la bahía Norte, el golfo Vladímir, el poblado la Concha. Dos submarinos del proyecto 629 fueron transferidos de la Flota de Norte a la del Océano Pacífico. En verano 1971 paso al Océano Pacífico el «К-61» (que era «Б-29»), y el verano de 1973 — «К-107» (que era «Б-125»).
Después de aceptar como armamento el complejo Д-4 con el cohete R-21 comenzó el reequipamiento gradual con los nuevos cohetes de los submarinos proyecto 629 (con la designación 629А). En total desde 1962 al 1972 como proyecto 629А se reequiparon 13 submarinos. Los submarinos restantes se reequiparon como submarinos-retransmisores y de exploración.
A finales de 1960 comenzaron a entrar en funcionamiento los portamisiles nucleares del proyecto 658. En total en 1960-1961 en la Flota del Norte entraron 8 submarinos. Los dos primeros submarinos del proyecto junto con los submarinos torpederos del proyecto 627А formaron parte de la 206.ª brigada independiente de submarinos de Flota del Norte. La brigada se basaba en el bahía la Espátula Pequeña, la base de Zapadnaya Litsa. En 15 de julio de 1961 partiendo de la brigada se formaron dos divisiones: la 3.ª (submarinos proyecto 627А) y la 31.ª (submarinos proyecto 658). En 1962 la 31.ª división se trasladó al bahía la Espátula Grande de la misma base. En 1962 comenzó el reequipamiento de los submarinos según el proyecto 658М — armados con el nuevo cohete Р-21. En total entre 1962 a 1970 se reequiparon siete submarinos. Uno de los submarinos, el «К-145», se reequipo como submarino experimental proyecto 701 para la prueba de los cohetes Р-27.
En 1963 se envió uno de los submarinos, el «К-178», al Océano Pacífico para formar parte de la 45ª división de submarinos nucleares con base en Kamchatka. En diciembre de 1964 la 31.ª división fue transferida a la 12.ª escuadra de submarinos con base en la bahía Yagelnaya, el bahía la Faneca, Gadzhievo. Para entonces «К-19» y «К-33» fueron modernizados al proyecto 658М. El 4 de octubre de 1968 comenzó el reequipamiento del último submarino proyecto 658 que quedaba — «К-16».
Mientras estuvo operativo el complejo, desde 1961 al 1973, en total se realizaron 311 disparos. De los cuales 225 se consideraron exitosos. En 38 casos hubo algún fallo en los sistemas del cohete o la maquinaria de arranque, en 38 causa del disparo fallido se debió al personal. No se logró establecer las causas de 10 disparos infructuosos. El 20 de octubre de 1960 durante la realización de las maniobras "Arco Iris" por el portamisiles «К-102» en el polígono de Nueva Zembla se realizó el lanzamiento del cohete R-13 con ojiva nuclear. Es el primer caso en la URSS del empleo del arma nuclear desde un submarino. Durante la explotación del complejo se consiguió aumentar el tiempo de estiba del cohete de tres a seis meses, y el plazo de almacenamiento del cohete en el depósito paso de 5 a 7 años.

## Especificaciones

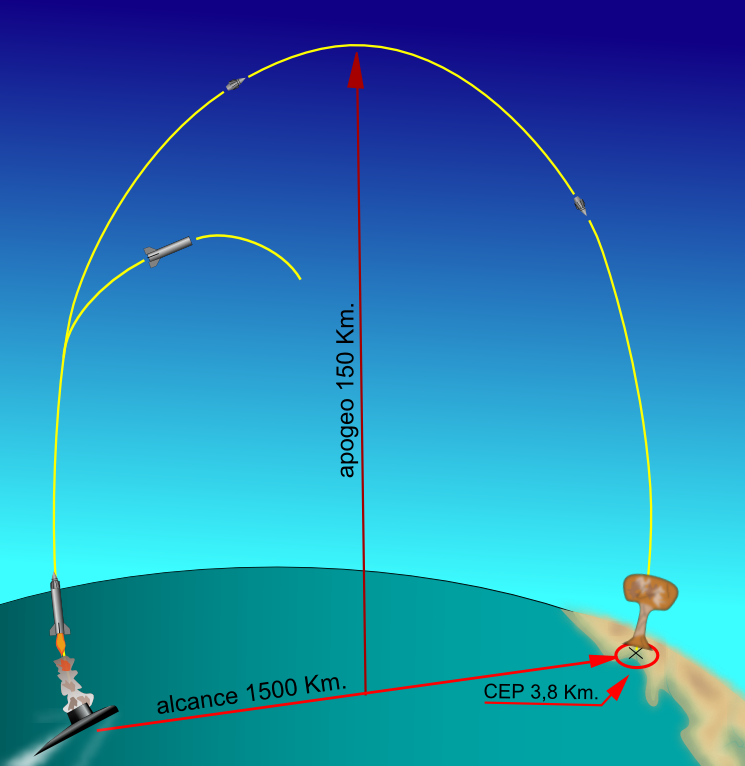
Esquema del vuelo de misil R-13

- Masa total: 30.800 kg
- Longitud total: 13,41 m
- Diámetro cuerpo: 1,52 m
- Envergadura: 1,83 m
- Peso de la Ojiva: 910 kg
- Potencia de la ojiva : 1 Mt.
- CEP: 3,8 km
- Alcance máximo: 1500 km
- Apogeo: 150 km

### Citas
1. 1 2  von Hippel, Frank (2004). Russian Strategic Nuclear Forces. The MIT Press. p. 250. ISBN 0262661810.
2. 1 2  von Hippel, Frank (2004). Russian Strategic Nuclear Forces. The MIT Press. p. 272. ISBN 0262661810.
3. 1 2  Широкорад, А. Б. Энциклопедия отеч РО (en ruso). p. 509.
4. ↑  СКБ-385/ под общ. (en ruso). В. Г. Дегтяря. 2007. p. 42.
5. 1 2 3 4 5  «Проекты 629 и 629А (NATO — «Golf I» и «Golf II»)». deepstorm.ru (en ruso). Consultado el 17 de enero de 2011.
6. 1 2 3 4 5 6 7 8 9 10  Широкорад, А. Б. Энциклопедия отеч РО (en ruso). p. 510.
7. 1 2 3 4 5 6 7 8  Е. А. Шитиков. «Ядерное противостояние: к истории создания боеголовок морских баллистических ракет. Раздел Вторая боеголовка». Consultado el 17 de julio de 2010.
8. 1 2 3 4  Павел Качур (2005). «Комплекс Д-2: Наш ответ агрессору. Развитие идеи вооружения подводных лодок баллистическими ракетами. Часть 5.». Техника и вооружение (en ruso) 10: 9-16. ISSN 1682-7597.
9. 1 2 3 4 5 6 7  «Ракетный комплекс Д-2 С БРПЛ Р-13 (35-М-4)». Информационно-новостная система «Ракетная техника». Consultado el 27 de noviembre de 2010.
10. 1 2 3  Н. И. Леонтьев, П. М. Митин. «Совершенствование энергомассовых характеристик двигательных установок и жидкостных ракетных двигателей для баллистических ракет подводных лодок». Статья к 70-летию со дня рождения В. П. Макеева. Consultado el 7 de agosto de 2010.
11. 1 2 3 4 5  СКБ-385/ под общ. (en ruso). В. Г. Дегтяря. 2007. p. 41.
12. 1 2  СКБ-385/ под общ. (en ruso). В. Г. Дегтяря. 2007. p. 47.
13. ↑  СКБ-385/ под общ. (en ruso). В. Г. Дегтяря. 2007. p. 46.
14. 1 2 3  Павел Качур (2005). «Комплекс Д-2: Наш ответ агрессору. Развитие идеи вооружения подводных лодок баллистическими ракетами. Часть 5.(продолжение)». научно-популярный журнал. Техника и вооружение (en ruso) 8: 32-36. ISSN 1682-7597.
15. 1 2 3 4 5 6  «ДИЗЕЛЬ-ЭЛЕКТРИЧЕСКИЕ ПОДВОДНЫЕ ЛОДКИ С БАЛЛИСТИЧЕСКИМИ РАКЕТАМИ Проект 629 / 629-Б • Golf-I class». atrinaflot.narod.ru (en ruso). Archivado desde el original el 22 de diciembre de 2010. Consultado el 30 de noviembre de 2010.
16. 1 2 3  «АТОМНЫЕ ПОДВОДНЫЕ ЛОДКИ С БАЛЛИСТИЧЕСКИМИ РАКЕТАМИ ТИПА К-19 Проект 658 • Hotel-I class». atrinaflot.narod.ru. Archivado desde el original el 29 de enero de 2011. Consultado el 30 de noviembre de 2010.
17. ↑  Miller, David (1987). Guía ilustrada de submarinos modernos 1. Orbis. p. 22. ISBN 84-7634-798-5 |isbn= incorrecto (ayuda).
18. 1 2  Широкорад, А. Б. Энциклопедия отеч РО (en ruso). p. 511.
19. ↑  СКБ-385/ под общ. (en ruso). В. Г. Дегтяря. 2007. p. 36.
20. ↑  Широкорад:Энциклопедия отеч РО. (en ruso). p. 512.
21. ↑  СКБ-385/ под общ. (en ruso). В. Г. Дегтяря. 2007. p. 33.
22. ↑  История КБ «Южное». Глава 2. Главная кузница ракетного оружия (1954—1964). Раздел Новые предложения ОКБ (en ruso).
23. ↑  Стратегическое ядерное вооружение России (en ruso). p. 274.
24. 1 2  «Соединения. Северный флот». podlodka.su (en ruso). Archivado desde el original el 25 de abril de 2018. Consultado el 29 de noviembre de 2010.
25. ↑  «История К-19». deepstorm.ru (en ruso). Consultado el 29 de noviembre de 2010.
26. 1 2 3  «Проект 658 и 658М». deepstorm.ru. Consultado el 29 de noviembre de 201.
27. ↑  «ДАВНЫМ ДАВНО, НА КРАЙНЕМ СЕВЕРЕ... Гарнизон Мурманск-130 — Гаджиево — Скалистый». submarine.id.ru (en ruso). Archivado desde el original el 25 de abril de 2007. Consultado el 29 de noviembre de 2010.